# Kościół Zesłania Ducha Świętego w Częstochowie
Kościół parafialny Zesłania Ducha Świętego – kościół parafialny pod wezwaniem Zesłania Ducha Świętego w Częstochowie, w dzielnicy Wrzosowiak.

## Historia
Przygotowania do wszczęcia budowy kościoła parafialnego i kompleksu duszpastersko-parafialnego trwały od 2001 roku. 10 maja 2006 roku ruszyły prace budowlane przy świątyni według projektu architektów: Marka Gomolucha, Marcina Uryć i Lecha Wojtasa z pracowni architektury „Prospect Studio”. Dnia 23 listopada 2008 roku arcybiskup Stanisław Nowak wmurował kamień węgielny i poświęcił mury nowego kościoła, w którym odtąd jest sprawowana codzienna i świąteczna Liturgia. Obecnie wciąż trwają prace wykończeniowe kościoła i domu parafialnego z ogniskiem wychowawczym.